# HumancentiPad
"HumancentiPad" is de eerste aflevering van het vijftiende seizoen van de geanimeerde televisieserie South Park, en de 210e aflevering van de hele serie. Deze werd voor het eerst uitgezonden in de Verenigde Staten op 27 april 2011 op Comedy Central.

## Verhaal
Verscheidene kinderen hebben een iPad, behalve Eric Cartman die doet alsof hij er een heeft. Kyle wordt achtervolgd door enkele medewerkers van Apple die beweren dat hun acties legaal zijn volgens de nieuwe voorwaarden van iTunes die Kyle goedkeurde zonder ze te lezen. Hij wordt in een cel gegooid, samen met een Japanse man en een blanke vrouw. Ondertussen zet Cartman zijn eigen moeder voor schut in een Best Buy-winkel waar ze hem voorstelde om het goedkopere "Toshiba HandiBook" te kopen.
Bij een vergadering van Apple-medewerkers stelt Steve Jobs zijn nieuwste product voor, de HumancentiPad, gebaseerd op The Human Centipede. De Japanse man krijgt een iPhone op zijn hoofd gezet, Kyle zit in het midden, en de vrouw aan de achterkant krijgt op een iPad op haar billen gezet. De iPad wordt aangedreven door de ontlasting van de drie. Jobs heeft plannen om zijn nieuwste creatie te leren lezen en lopen, tot er iemand komt om het drietal te redden. Dit blijkt echter opgezet spel van Apple om ze zo het contract te laten lezen. Jobs is echter teleurgesteld wanneer Kyle nog steeds contracten ondertekent zonder ze te lezen. In South Park gaat Gerald, de vader van Kyle, samen met de jongens naar een Apple-winkel waar ze advies zoeken van de medewerkers van de Genius Bar. Deze zeggen dat ze Kyle's overeenkomst enkel nietig kunnen verklaren als Gerald zichzelf inschrijft bij Apple en een familie-account aanmaakt.
Ondertussen beweert Cartman in de show van Dr. Phil dat zijn moeder hem heeft verkracht. Ondanks de protesten van de moeder kiest het publiek Cartman's kant en zo krijgt hij door het programma 's werelds eerste HumancentiPad aangeboden. Kort daarna komen Gerald en een aantal Apple-medewerkers binnengevallen in het programma om Kyle te bevrijden doordat zijn goedkeuring van de voorwaarden van iTunes niet langer geldig is. Cartman is teleurgesteld dat hem zijn nieuwste droom alweer zo snel werd afgenomen en roept tot God dat hij hem aan het "neuken" is. Hierop volgt een blikseminslag recht op het hoofd van Cartman.